# Dormitator lebretonis
Dormitator lebretonis är en fiskart som först beskrevs av Steindachner, 1870.  Dormitator lebretonis ingår i släktet Dormitator och familjen Eleotridae. IUCN kategoriserar arten globalt som livskraftig. Inga underarter finns listade i Catalogue of Life.